# Bipeltochernes pakistanicus
Bipeltochernes pakistanicus är en spindeldjursart som beskrevs av Selvin Dashdamirov 2005. Bipeltochernes pakistanicus ingår i släktet Bipeltochernes och familjen blindklokrypare. Inga underarter finns listade.